# Операция «Ботанический сад»
Операция «Ботанический сад» (сербохорв. Napad kod Botaničkog vrta / Операција «Ботанички врт») — диверсия югославских антифашистов из Коммунистической партии Хорватии и Союза коммунистической молодёжи Югославии, совершённая 4 августа 1941 в центре Загреба на Руняниновой улице. Группа активистов, вооружённая револьверами и гранатами, атаковала роту усташского учебного батальона. В результате перестрелки были ранены 28 курсантов военного училища. Коммунисты доказали возможность партизанской борьбы против усташей, но вместе с тем после этого нападения по всей Хорватии прокатилась волна арестов и расстрелов всех, кто был заподозрен в симпатиях к коммунистам. План операции составлялся в течение десяти дней.

## Предыстория
В здании студенческого общежития на Руняниновой улице после фашистской оккупации был размещён учебный батальон усташей. Хорватские коммунисты, следя за усташами, выяснили, что в 11:45 ежедневно одна рота проводит построение около Ботанического сада Загребского университета, совершая патруль к Хорватскому народному театру, далее следуя по Франкопанской улице в Горни-Град и совершая смену караула у всех официальных зданий (в том числе и у резиденции Анте Павелича). Основываясь на маршруте роты, антифашисты стали готовить план нападения на неё.

### План атаки
Секретарём университетской организации был Вицко Распор, член покраинского комитета СКМЮ. Вместе со Славко Комаром, Миланом Борошаком, братьями Твртко и Драго Селянами и другими студентами они разработали план нападения. Командовать вызвался Комар, который с Распором изложил план Владо Поповичу — инструктору при ЦК Компартии Югославии в Черногории и Далмации. Попович одобрил его и дал добро на операцию. В состав атакующей группы были отправлены 12 человек, среди которых были студенты Славко Комар, Милан Борошак, Твртко Селян, Драго Селян и Любо Маркович, рабочие Анджело Бериславич, Перо Рукавина и Иво Глухак, школьники Душан Видакович и Крешо Ракович, а также ещё двое партизан, чьи имена не установлены. Комар, братья Селяны, Видакович и Глухак, вооружённые револьверами и гранатами, взяли обязанности по стрельбе и закидыванию гранатами противника, остальные с револьверами остались на прикрытии. Детали прорабатывались с 26 июля по 3 августа, атака была назначена на 4 августа. Нужно было бросить гранаты в группу усташей, а после взрыва уже обстрелять выживших из револьверов.

## Атака
4 августа в 11:45 четверо человек из Ботанического сада и двое с Руняниновой улицы швырнули гранаты в усташскую роту. От взрыва многих отбросило на землю, и тут же охрана открыла огонь: из пулемётного гнезда с крыши студенческого дома охранник стал обстреливать неизвестных нападавших (этого никто не предусмотрел). Вследствие внезапного ответного огня добить из револьверов никого невозможно было, но вместе с тем нужно было довершить план. Паника привела к тому, что мгновенно на месте происшествия оказались члены полувоенного отряда «Хорватские рабочие» (хорв. Hrvatski radiša), которые арестовали трёх нападавших, не успевших закрыть двери Ботанического сада. Остальные чудом спаслись.

## Последствия
Усташские власти были взбешены произошедшим и 5 августа заявили о расстреле четверых участников нападения, приписав их к казнённым ранее за саботаж и терроризм «девяносто восьми евреям и коммунистам». 6 августа было объявлено о расстреле ещё «восьмидесяти семи евреев и коммунистов» как соучастников и инициаторов этого нападения. В Москве о совершённом акте возмездия в Ботаническом саду сообщили по радио, заявив, что от рук хорватских фашистов по обвинению в причастности к нападению было расстреляно 305 человек.
По данным официальным властей, было ранено 28 человек. По неофициальным данным, были сообщения и о жертвах. Один из лидеров партизан Загреба, Раде Кончар, утверждал о гибели двух и ранении 18 человек. В первые два дня в руки усташей попали пять участников нападения и несколько их соучастников, а в итоге из 12 человек выжило только двое: Славко Комар и Драго Селян. Комар позднее в книге «Революционное молодёжное движение в Загребе» подробно описал нападение.